# BWF World Tour Finals 2019
Die BWF World Tour Finals 2019 waren das abschließende Turnier der BWF World Tour 2019 im Badminton. Es fand vom 11. bis zum 15. Dezember 2019 in Guangzhou statt.

## Herreneinzel

### Gruppe A
| Platz | Starter          | Pts | Pld | W | L | SF | SA | PF  | PA  |
| ----- | ---------------- | --- | --- | - | - | -- | -- | --- | --- |
| 1     | Kento Momota     | 3   | 3   | 3 | 0 | 6  | 1  | 145 | 98  |
| 2     | Wang Tzu-wei     | 1   | 3   | 1 | 2 | 3  | 4  | 115 | 127 |
| 3     | Jonatan Christie | 1   | 3   | 1 | 2 | 2  | 4  | 101 | 121 |
| 4     | Anders Antonsen  | 1   | 3   | 1 | 2 | 3  | 5  | 144 | 159 |

| Datum        |                  | Ergebnis |                  | Satz 1 | Satz 2 | Satz 3 |
| ------------ | ---------------- | -------- | ---------------- | ------ | ------ | ------ |
| 11. Dezember | Kento Momota     | 2–0      | Wang Tzu-wei     | 21–10  | 21–9   |        |
| 11. Dezember | Jonatan Christie | 2–0      | Anders Antonsen  | 23–21  | 21–16  |        |
| 12. Dezember | Jonatan Christie | 0–2      | Wang Tzu-wei     | 12–21  | 17–21  |        |
| 12. Dezember | Kento Momota     | 2–1      | Anders Antonsen  | 19–21  | 21–15  | 21–15  |
| 13. Dezember | Kento Momota     | 2–0      | Jonatan Christie | 21–14  | 21–14  |        |
| 13. Dezember | Anders Antonsen  | 2–1      | Wang Tzu-wei     | 23–21  | 12–21  | 21–12  |

### Gruppe B
| Platz | Starter         | Pts     | Pld     | W       | L       | SF      | SA      | PF      | PA      |
| ----- | --------------- | ------- | ------- | ------- | ------- | ------- | ------- | ------- | ------- |
| 1     | Anthony Ginting | 1       | 2       | 1       | 1       | 3       | 2       | 101     | 80      |
| 2     | Chen Long       | 1       | 2       | 1       | 1       | 2       | 2       | 65      | 76      |
| 3     | Chou Tien-chen  | 1       | 2       | 1       | 1       | 2       | 3       | 91      | 101     |
| 4     | Viktor Axelsen  | Aufgabe | Aufgabe | Aufgabe | Aufgabe | Aufgabe | Aufgabe | Aufgabe | Aufgabe |

| Datum        |                | Ergebnis |                 | Satz 1 | Satz 2 | Satz 3 |
| ------------ | -------------- | -------- | --------------- | ------ | ------ | ------ |
| 11. Dezember | Chen Long      | 2–1      | Viktor Axelsen  | 21–17  | 10–21  | 21–17  |
| 11. Dezember | Chou Tien-chen | 2–1      | Anthony Ginting | 11–21  | 21–15  | 25–23  |
| 12. Dezember | Chen Long      | 0–2      | Anthony Ginting | 12–21  | 11–21  |        |
| 12. Dezember | Chou Tien-chen | 2–1      | Viktor Axelsen  | 12–21  | 21–12  | 21–15  |
| 13. Dezember | Chou Tien-chen | 0–2      | Chen Long       | 15–21  | 19–21  |        |
| 13. Dezember | Viktor Axelsen | Aufgabe  | Anthony Ginting | 6r–13  |        |        |

### Endrunde
|  | Halbfinale | Halbfinale      | Halbfinale | Halbfinale | Halbfinale |  |  | Finale | Finale          | Finale | Finale | Finale |
|  |            |                 |            |            |            |  |  |        |                 |        |        |        |
|  |            |                 |            |            |            |  |  |        |                 |        |        |        |
|  |            | Kento Momota    | 21         | 21         |            |  |  |        |                 |        |        |        |
|  |            | Wang Tzu-wei    | 17         | 12         |            |  |  |        |                 |        |        |        |
|  |            |                 |            |            |            |  |  |        | Kento Momota    | 17     | 21     | 21     |
|  |            |                 |            |            |            |  |  |        | Anthony Ginting | 21     | 17     | 14     |
|  |            | Chen Long       | 15         | 15         |            |  |  |        |                 |        |        |        |
|  |            | Anthony Ginting | 21         | 21         |            |  |  |        |                 |        |        |        |
|  |            |                 |            |            |            |  |  |        |                 |        |        |        |

## Dameneinzel

### Gruppe A
| Platz | Starter         | Pts | Pld | W | L | SF | SA | PF  | PA  |
| ----- | --------------- | --- | --- | - | - | -- | -- | --- | --- |
| 1     | Chen Yufei      | 3   | 3   | 3 | 0 | 6  | 1  | 146 | 101 |
| 2     | Akane Yamaguchi | 2   | 3   | 2 | 1 | 4  | 4  | 151 | 139 |
| 3     | P. V. Sindhu    | 1   | 3   | 1 | 2 | 4  | 4  | 139 | 160 |
| 4     | He Bingjiao     | 0   | 3   | 0 | 3 | 1  | 6  | 115 | 151 |

| Datum        |                 | Ergebnis |                 | Satz 1 | Satz 2 | Satz 3 |
| ------------ | --------------- | -------- | --------------- | ------ | ------ | ------ |
| 11. Dezember | Chen Yufei      | 2–0      | He Bingjiao     | 21–9   | 21–18  |        |
| 11. Dezember | Akane Yamaguchi | 2–1      | P. V. Sindhu    | 18–21  | 21–18  | 21–8   |
| 12. Dezember | Chen Yufei      | 2–1      | P. V. Sindhu    | 20–22  | 21–16  | 21–12  |
| 12. Dezember | Akane Yamaguchi | 2–1      | He Bingjiao     | 25–27  | 21–10  | 21–13  |
| 13. Dezember | Chen Yufei      | 2–0      | Akane Yamaguchi | 21–14  | 21–10  |        |
| 13. Dezember | He Bingjiao     | 0–2      | P. V. Sindhu    | 19–21  | 19–21  |        |

### Gruppe B
| Platz | Starter               | Pts | Pld | W | L | SF | SA | PF  | PA  |
| ----- | --------------------- | --- | --- | - | - | -- | -- | --- | --- |
| 1     | Nozomi Okuhara        | 3   | 3   | 3 | 0 | 6  | 1  | 141 | 106 |
| 2     | Tai Tzu-ying          | 2   | 3   | 2 | 1 | 5  | 3  | 153 | 135 |
| 3     | Ratchanok Intanon     | 1   | 3   | 1 | 2 | 3  | 4  | 123 | 115 |
| 4     | Busanan Ongbumrungpan | 0   | 3   | 0 | 3 | 0  | 6  | 65  | 126 |

| Datum        |                   | Ergebnis |                       | Satz 1 | Satz 2 | Satz 3 |
| ------------ | ----------------- | -------- | --------------------- | ------ | ------ | ------ |
| 11. Dezember | Ratchanok Intanon | 2–0      | Busanan Ongbumrungpan | 21–4   | 21–16  |        |
| 11. Dezember | Nozomi Okuhara    | 2–1      | Tai Tzu-ying          | 15–21  | 21–18  | 21–19  |
| 12. Dezember | Nozomi Okuhara    | 2–0      | Busanan Ongbumrungpan | 21–12  | 21–10  |        |
| 12. Dezember | Ratchanok Intanon | 1–2      | Tai Tzu-ying          | 21–11  | 18–21  | 16–21  |
| 13. Dezember | Ratchanok Intanon | 0–2      | Nozomi Okuhara        | 14–21  | 12–21  |        |
| 13. Dezember | Tai Tzu-ying      | 2–0      | Busanan Ongbumrungpan | 21–14  | 21–9   |        |

### Endrunde
|  | Halbfinale | Halbfinale      | Halbfinale | Halbfinale | Halbfinale |  |  | Finale | Finale       | Finale | Finale | Finale |
|  |            |                 |            |            |            |  |  |        |              |        |        |        |
|  |            |                 |            |            |            |  |  |        |              |        |        |        |
|  |            | Chen Yufei      | 21         | 21         |            |  |  |        |              |        |        |        |
|  |            | Akane Yamaguchi | 18         | 9          |            |  |  |        |              |        |        |        |
|  |            |                 |            |            |            |  |  |        | Chen Yufei   | 12     | 21     | 21     |
|  |            |                 |            |            |            |  |  |        | Tai Tzu-ying | 21     | 12     | 17     |
|  |            | Tai Tzu-ying    | 21         | 21         |            |  |  |        |              |        |        |        |
|  |            | Nozomi Okuhara  | 15         | 18         |            |  |  |        |              |        |        |        |
|  |            |                 |            |            |            |  |  |        |              |        |        |        |

## Herrendoppel

### Gruppe A
| Platz | Starter                                        | Pts | Pld | W | L | SF | SA | PF  | PA  |
| ----- | ---------------------------------------------- | --- | --- | - | - | -- | -- | --- | --- |
| 1     | Hiroyuki Endō Yuta Watanabe                    | 3   | 3   | 3 | 0 | 6  | 1  | 140 | 98  |
| 2     | Markus Fernaldi Gideon Kevin Sanjaya Sukamuljo | 2   | 3   | 2 | 1 | 5  | 3  | 141 | 146 |
| 3     | Li Junhui Liu Yuchen                           | 1   | 3   | 1 | 2 | 3  | 5  | 134 | 149 |
| 4     | Takeshi Kamura Keigo Sonoda                    | 0   | 3   | 0 | 3 | 1  | 6  | 116 | 138 |

| Datum        |                                                | Ergebnis |                             | Satz 1 | Satz 2 | Satz 3 |
| ------------ | ---------------------------------------------- | -------- | --------------------------- | ------ | ------ | ------ |
| 11. Dezember | Takeshi Kamura Keigo Sonoda                    | 0–2      | Hiroyuki Endō Yuta Watanabe | 19–21  | 13–21  |        |
| 11. Dezember | Markus Fernaldi Gideon Kevin Sanjaya Sukamuljo | 2–1      | Li Junhui Liu Yuchen        | 21–18  | 14–21  | 21–18  |
| 12. Dezember | Takeshi Kamura Keigo Sonoda                    | 1–2      | Li Junhui Liu Yuchen        | 14–21  | 21–12  | 16–21  |
| 12. Dezember | Markus Fernaldi Gideon Kevin Sanjaya Sukamuljo | 1–2      | Hiroyuki Endō Yuta Watanabe | 11–21  | 21–14  | 11–21  |
| 13. Dezember | Li Junhui Liu Yuchen                           | 0–2      | Hiroyuki Endō Yuta Watanabe | 12–21  | 11–21  |        |
| 13. Dezember | Markus Fernaldi Gideon Kevin Sanjaya Sukamuljo | 2–0      | Takeshi Kamura Keigo Sonoda | 21–16  | 21–17  |        |

### Gruppe B
| Platz | Starter                        | Pts | Pld | W | L | SF | SA | PF  | PA  |
| ----- | ------------------------------ | --- | --- | - | - | -- | -- | --- | --- |
| 1     | Lee Yang Wang Chi-lin          | 3   | 3   | 3 | 0 | 6  | 1  | 148 | 121 |
| 2     | Mohammad Ahsan Hendra Setiawan | 2   | 3   | 2 | 1 | 4  | 3  | 135 | 127 |
| 3     | Aaron Chia Soh Wooi Yik        | 1   | 3   | 1 | 2 | 3  | 5  | 153 | 163 |
| 4     | Lu Ching-yao Yang Po-han       | 0   | 3   | 0 | 3 | 2  | 6  | 135 | 160 |

| Datum        |                                | Ergebnis |                          | Satz 1 | Satz 2 | Satz 3 |
| ------------ | ------------------------------ | -------- | ------------------------ | ------ | ------ | ------ |
| 11. Dezember | Lee Yang Wang Chi-lin          | 2–0      | Lu Ching-yao Yang Po-han | 21–16  | 21–12  |        |
| 11. Dezember | Mohammad Ahsan Hendra Setiawan | 2–0      | Aaron Chia Soh Wooi Yik  | 21–19  | 21–16  |        |
| 12. Dezember | Lee Yang Wang Chi-lin          | 2–1      | Aaron Chia Soh Wooi Yik  | 22–20  | 21–23  | 21–14  |
| 12. Dezember | Mohammad Ahsan Hendra Setiawan | 2–1      | Lu Ching-yao Yang Po-han | 21–10  | 15–21  | 21–19  |
| 13. Dezember | Lu Ching-yao Yang Po-han       | 1–2      | Aaron Chia Soh Wooi Yik  | 17–21  | 21–19  | 19–21  |
| 13. Dezember | Mohammad Ahsan Hendra Setiawan | 0–2      | Lee Yang Wang Chi-lin    | 18–21  | 18–21  |        |

### Endrunde
|  | Halbfinale | Halbfinale                                     | Halbfinale | Halbfinale | Halbfinale |  |  | Finale | Finale                         | Finale | Finale | Finale |
|  |            |                                                |            |            |            |  |  |        |                                |        |        |        |
|  |            |                                                |            |            |            |  |  |        |                                |        |        |        |
|  |            | Hiroyuki Endō Yuta Watanabe                    | 21         | 15         | 21         |  |  |        |                                |        |        |        |
|  |            | Markus Fernaldi Gideon Kevin Sanjaya Sukamuljo | 11         | 21         | 10         |  |  |        |                                |        |        |        |
|  |            |                                                |            |            |            |  |  |        | Hiroyuki Endō Yuta Watanabe    | 22     | 19     |        |
|  |            |                                                |            |            |            |  |  |        | Mohammad Ahsan Hendra Setiawan | 24     | 21     |        |
|  |            | Mohammad Ahsan Hendra Setiawan                 | 21         | 21         |            |  |  |        |                                |        |        |        |
|  |            | Lee Yang Wang Chi-lin                          | 14         | 9          |            |  |  |        |                                |        |        |        |
|  |            |                                                |            |            |            |  |  |        |                                |        |        |        |

## Damendoppel

### Gruppe A
| Platz | Starter                       | Pts | Pld | W | L | SF | SA | PF  | PA  |
| ----- | ----------------------------- | --- | --- | - | - | -- | -- | --- | --- |
| 1     | Yuki Fukushima Sayaka Hirota  | 3   | 3   | 3 | 0 | 6  | 2  | 158 | 107 |
| 2     | Chen Qingchen Jia Yifan       | 2   | 3   | 2 | 1 | 4  | 4  | 140 | 138 |
| 3     | Du Yue Li Yinhui              | 1   | 3   | 1 | 2 | 4  | 5  | 152 | 162 |
| 4     | Greysia Polii Apriyani Rahayu | 0   | 3   | 0 | 3 | 3  | 5  | 131 | 174 |

| Datum        |                               | Ergebnis |                               | Satz 1 | Satz 2 | Satz 3 |
| ------------ | ----------------------------- | -------- | ----------------------------- | ------ | ------ | ------ |
| 11. Dezember | Chen Qingchen Jia Yifan       | 2–1      | Du Yue Li Yinhui              | 21–12  | 16–21  | 21–16  |
| 11. Dezember | Yuki Fukushima Sayaka Hirota  | 2–1      | Greysia Polii Apriyani Rahayu | 19–21  | 21–5   | 21–9   |
| 12. Dezember | Yuki Fukushima Sayaka Hirota  | 2–1      | Du Yue Li Yinhui              | 10–21  | 24–22  | 21–6   |
| 12. Dezember | Chen Qingchen Jia Yifan       | 2–1      | Greysia Polii Apriyani Rahayu | 17–21  | 21–10  | 21–16  |
| 13. Dezember | Greysia Polii Apriyani Rahayu | 1–2      | Du Yue Li Yinhui              | 21–12  | 17–21  | 11–21  |
| 13. Dezember | Yuki Fukushima Sayaka Hirota  | 2–0      | Chen Qingchen Jia Yifan       | 21–10  | 21–13  |        |

### Gruppe B
| Platz | Starter                                     | Pts | Pld | W | L | SF | SA | PF  | PA  |
| ----- | ------------------------------------------- | --- | --- | - | - | -- | -- | --- | --- |
| 1     | Lee So-hee Shin Seung-chan                  | 3   | 3   | 3 | 0 | 6  | 2  | 160 | 147 |
| 2     | Mayu Matsumoto Wakana Nagahara              | 2   | 3   | 2 | 1 | 5  | 3  | 154 | 145 |
| 3     | Kim So-young Kong Hee-yong                  | 1   | 3   | 1 | 2 | 3  | 4  | 136 | 136 |
| 4     | Jongkolphan Kititharakul Rawinda Prajongjai | 0   | 3   | 0 | 3 | 1  | 6  | 130 | 152 |

| Datum        |                                | Ergebnis |                                             | Satz 1 | Satz 2 | Satz 3 |
| ------------ | ------------------------------ | -------- | ------------------------------------------- | ------ | ------ | ------ |
| 11. Dezember | Kim So-young Kong Hee-yong     | 1–2      | Lee So-hee Shin Seung-chan                  | 21–18  | 17–21  | 18–21  |
| 11. Dezember | Mayu Matsumoto Wakana Nagahara | 2–1      | Jongkolphan Kititharakul Rawinda Prajongjai | 19–21  | 21–14  | 22–20  |
| 12. Dezember | Kim So-young Kong Hee-yong     | 2–0      | Jongkolphan Kititharakul Rawinda Prajongjai | 24–22  | 21–12  |        |
| 12. Dezember | Mayu Matsumoto Wakana Nagahara | 1–2      | Lee So-hee Shin Seung-chan                  | 21–13  | 16–21  | 13–21  |
| 13. Dezember | Lee So-hee Shin Seung-chan     | 2–0      | Jongkolphan Kititharakul Rawinda Prajongjai | 22–20  | 23–21  |        |
| 13. Dezember | Mayu Matsumoto Wakana Nagahara | 2–0      | Kim So-young Kong Hee-yong                  | 21–17  | 21–18  |        |

### Endrunde
|  | Halbfinale | Halbfinale                     | Halbfinale | Halbfinale | Halbfinale |  |  | Finale | Finale                         | Finale | Finale | Finale |
|  |            |                                |            |            |            |  |  |        |                                |        |        |        |
|  |            |                                |            |            |            |  |  |        |                                |        |        |        |
|  |            | Yuki Fukushima Sayaka Hirota   | 21         | 17         | 9          |  |  |        |                                |        |        |        |
|  |            | Mayu Matsumoto Wakana Nagahara | 13         | 21         | 21         |  |  |        |                                |        |        |        |
|  |            |                                |            |            |            |  |  |        | Mayu Matsumoto Wakana Nagahara | 14     | 10     |        |
|  |            |                                |            |            |            |  |  |        | Chen Qingchen Jia Yifan        | 21     | 21     |        |
|  |            | Chen Qingchen Jia Yifan        | 21         | 21         |            |  |  |        |                                |        |        |        |
|  |            | Lee So-hee Shin Seung-chan     | 15         | 8          |            |  |  |        |                                |        |        |        |
|  |            |                                |            |            |            |  |  |        |                                |        |        |        |

## Mixed

### Gruppe A
| Platz | Starter                                        | Pts | Pld | W | L | SF | SA | PF  | PA  |
| ----- | ---------------------------------------------- | --- | --- | - | - | -- | -- | --- | --- |
| 1     | Wang Yilu Huang Dongping                       | 3   | 3   | 3 | 0 | 6  | 1  | 143 | 110 |
| 2     | Dechapol Puavaranukroh Sapsiree Taerattanachai | 2   | 3   | 2 | 1 | 4  | 2  | 125 | 120 |
| 3     | Seo Seung-jae Chae Yoo-jung                    | 1   | 3   | 1 | 2 | 3  | 4  | 128 | 118 |
| 4     | Chan Peng Soon Goh Liu Ying                    | 0   | 3   | 0 | 3 | 0  | 6  | 85  | 133 |

| Datum        |                                                | Ergebnis |                             | Satz 1 | Satz 2 | Satz 3 |
| ------------ | ---------------------------------------------- | -------- | --------------------------- | ------ | ------ | ------ |
| 11. Dezember | Dechapol Puavaranukroh Sapsiree Taerattanachai | 2–0      | Seo Seung-jae Chae Yoo-jung | 21–16  | 21–19  |        |
| 11. Dezember | Wang Yilu Huang Dongping                       | 2–0      | Chan Peng Soon Goh Liu Ying | 21–11  | 21–14  |        |
| 12. Dezember | Wang Yilu Huang Dongping                       | 2–1      | Seo Seung-jae Chae Yoo-jung | 16–21  | 21–12  | 21–18  |
| 12. Dezember | Dechapol Puavaranukroh Sapsiree Taerattanachai | 2–0      | Chan Peng Soon Goh Liu Ying | 21–16  | 28–26  |        |
| 13. Dezember | Dechapol Puavaranukroh Sapsiree Taerattanachai | 0–2      | Wang Yilu Huang Dongping    | 14–21  | 20–22  |        |
| 13. Dezember | Chan Peng Soon Goh Liu Ying                    | 0–2      | Seo Seung-jae Chae Yoo-jung | 10–21  | 8–21   |        |

### Gruppe B
| Platz | Starter                                | Pts | Pld | W | L | SF | SA | PF  | PA  |
| ----- | -------------------------------------- | --- | --- | - | - | -- | -- | --- | --- |
| 1     | Yuta Watanabe Arisa Higashino          | 3   | 3   | 3 | 0 | 6  | 1  | 144 | 107 |
| 2     | Zheng Siwei Huang Yaqiong              | 2   | 3   | 2 | 1 | 4  | 4  | 150 | 145 |
| 3     | Hafiz Faizal Gloria Emanuelle Widjaja  | 1   | 3   | 1 | 2 | 3  | 4  | 122 | 134 |
| 4     | Praveen Jordan Melati Daeva Oktavianti | 0   | 3   | 0 | 3 | 2  | 6  | 130 | 160 |

| Datum        |                                        | Ergebnis |                                        | Satz 1 | Satz 2 | Satz 3 |
| ------------ | -------------------------------------- | -------- | -------------------------------------- | ------ | ------ | ------ |
| 11. Dezember | Praveen Jordan Melati Daeva Oktavianti | 0–2      | Hafiz Faizal Gloria Emanuelle Widjaja  | 11–21  | 19–21  |        |
| 11. Dezember | Zheng Siwei Huang Yaqiong              | 0–2      | Yuta Watanabe Arisa Higashino          | 15–21  | 15–21  |        |
| 12. Dezember | Praveen Jordan Melati Daeva Oktavianti | 1–2      | Yuta Watanabe Arisa Higashino          | 15–21  | 21–18  | 15–21  |
| 12. Dezember | Zheng Siwei Huang Yaqiong              | 2–1      | Hafiz Faizal Gloria Emanuelle Widjaja  | 21–15  | 20–22  | 21–17  |
| 13. Dezember | Yuta Watanabe Arisa Higashino          | 2–0      | Hafiz Faizal Gloria Emanuelle Widjaja  | 21–14  | 21–12  |        |
| 13. Dezember | Zheng Siwei Huang Yaqiong              | 2–1      | Praveen Jordan Melati Daeva Oktavianti | 21–8   | 15–21  | 22–20  |

### Endrunde
|  | Halbfinale | Halbfinale                                     | Halbfinale | Halbfinale | Halbfinale |  |  | Finale | Finale                    | Finale | Finale | Finale |
|  |            |                                                |            |            |            |  |  |        |                           |        |        |        |
|  |            |                                                |            |            |            |  |  |        |                           |        |        |        |
|  |            | Wang Yilu Huang Dongping                       | 21         | 21         |            |  |  |        |                           |        |        |        |
|  |            | Dechapol Puavaranukroh Sapsiree Taerattanachai | 17         | 16         |            |  |  |        |                           |        |        |        |
|  |            |                                                |            |            |            |  |  |        | Wang Yilu Huang Dongping  | 14     | 14     |        |
|  |            |                                                |            |            |            |  |  |        | Zheng Siwei Huang Yaqiong | 21     | 21     |        |
|  |            | Zheng Siwei Huang Yaqiong                      | 21         | 12         | 21         |  |  |        |                           |        |        |        |
|  |            | Yuta Watanabe Arisa Higashino                  | 7          | 21         | 16         |  |  |        |                           |        |        |        |
|  |            |                                                |            |            |            |  |  |        |                           |        |        |        |